# Georg Chalupa
Georg Chalupa (* 1. November 1984 in Mautern an der Donau) ist ein ehemaliger österreichischer Handballspieler.

## Karriere
Der 1,82 Meter große und 78 Kilogramm schwere Rückraumspieler stand bis 2015 beim UHK Krems unter Vertrag. Für den UHK Krems nahm er in der Saison 2005/06 und 2008/09 am EHF Challenge Cup sowie 2006/07 am EHF Cup und 2010/11 am Europapokal der Pokalsieger teil. Nach der Saison 2014/15 beendete Chalupa seine Karriere als Spieler.
Er stand, während seiner aktiven Zeit, im erweiterten Kader der österreichischen Nationalmannschaft.

## HLA-Bilanz
| Saison    | Verein    | Spielklasse | Tore | 7-Meter      | Feldtore |
| --------- | --------- | ----------- | ---- | ------------ | -------- |
| 2008/09   | UHK Krems | HLA         | 33   | 14/21        | 19       |
| 2009/10   | UHK Krems | HLA         | 74   | 6/10         | 68       |
| 2010/11   | UHK Krems | HLA         | 63   | 3/3          | 60       |
| 2011/12   | UHK Krems | HLA         | 60   | 0/0          | 60       |
| 2012/13   | UHK Krems | HLA         | 77   | 0/0          | 77       |
| 2013/14   | UHK Krems | HLA         | 16   | 0/0          | 16       |
| 2014/15   | UHK Krems | HLA         | 50   | 5/5          | 45       |
| 2008–2015 | gesamt    | HLA         | 373  | 28/39 (72 %) | 345      |

## Erfolge
- 1× Österreichischer Pokalsieger (mit dem UHK Krems)